# Johan Vilhelm af Pfalz
Johan Vilhelm (tysk: Johann Wilhelm; født 19. april 1658 i Düsseldorf; død 8. juni 1716 i Düsseldorf) var kurfyrste af Pfalz fra 1690 til 1716.
Han var pfalzgreve af Oberpfalz 1707–1714 og af Pfalz-Neuburg i 1690–1716 samt hertug af Jülich og Berg fra 1697 til 1714. Fra 1697 og derefter var han også greve af Megen i Noord-Brabant.

## Slægtninge
Johan Vilhelm af Pfalz var en efterkommer af kong Christian 2. af Danmark, Norge og Sverige.
Han var søn af Filip Vilhelm af Pfalz, og han var en ældre bror til Karl 3. Filip af Pfalz. Faderen var hans forgænger som kurfyrste af Pfalz, og broderen blev hans efterfølger.